# 某〈小倉日記〉傳
《某〈小倉日記〉傳》（日語：或る「小倉日記」伝）是日本作家松本清張的早期作品，1952年9月在《三田文學》雜誌上刊登，為松本清張繼《西鄉紙幣》之後的第二部作品。作家木木高太郎十分賞識這部作品。
《某〈小倉日記〉傳》在發行的次年獲得了第28屆芥川龍之介獎。